# Annabella Rossi
Annabella Rossi (Roma, 14 settembre 1933 – Roma, 4 marzo 1984) è stata un'antropologa, fotografa e documentarista italiana.

## Biografia
Nata da padre chimico e madre violinista nel 1933, si laurea nel 1957. Già nel periodo precedente la laurea, però, si occupa di ricerche in ambito preistorico e protostorico. Ordina infatti collezioni silicee conservate nel Museo preistorico ed etnografico Luigi Pigorini e partecipa anche a ricerche nell’Italia centromeridionale. Nel 1958 partecipa ad una ricerca in Val Camonica sulle incisioni preistoriche e protostoriche dei Camuni. In quegli anni si manifesta il suo interesse per l’influenza dell’arte preistorica nei confronti dell’arte del Novecento.
Nel 1959, in occasione dell’uscita di un numero monografico della rivista “Nuovi Argomenti”, ha modo di incontrare e conoscere Ernesto De Martino. Grazie a questo incontro Rossi approfondisce la tematica del rapporto tra mondo primitivo e mondo contemporaneo, interpretandola come problematica dei rapporti tra classi al potere e classi subalterne. Nel 1959 partecipa a due ricerche dirette da Ernesto De Martino: una in Puglia relativamente al fenomeno del tarantismo e un'altra in Basilicata relativamente al tema del “senso del peccato in una comunità meridionale”.

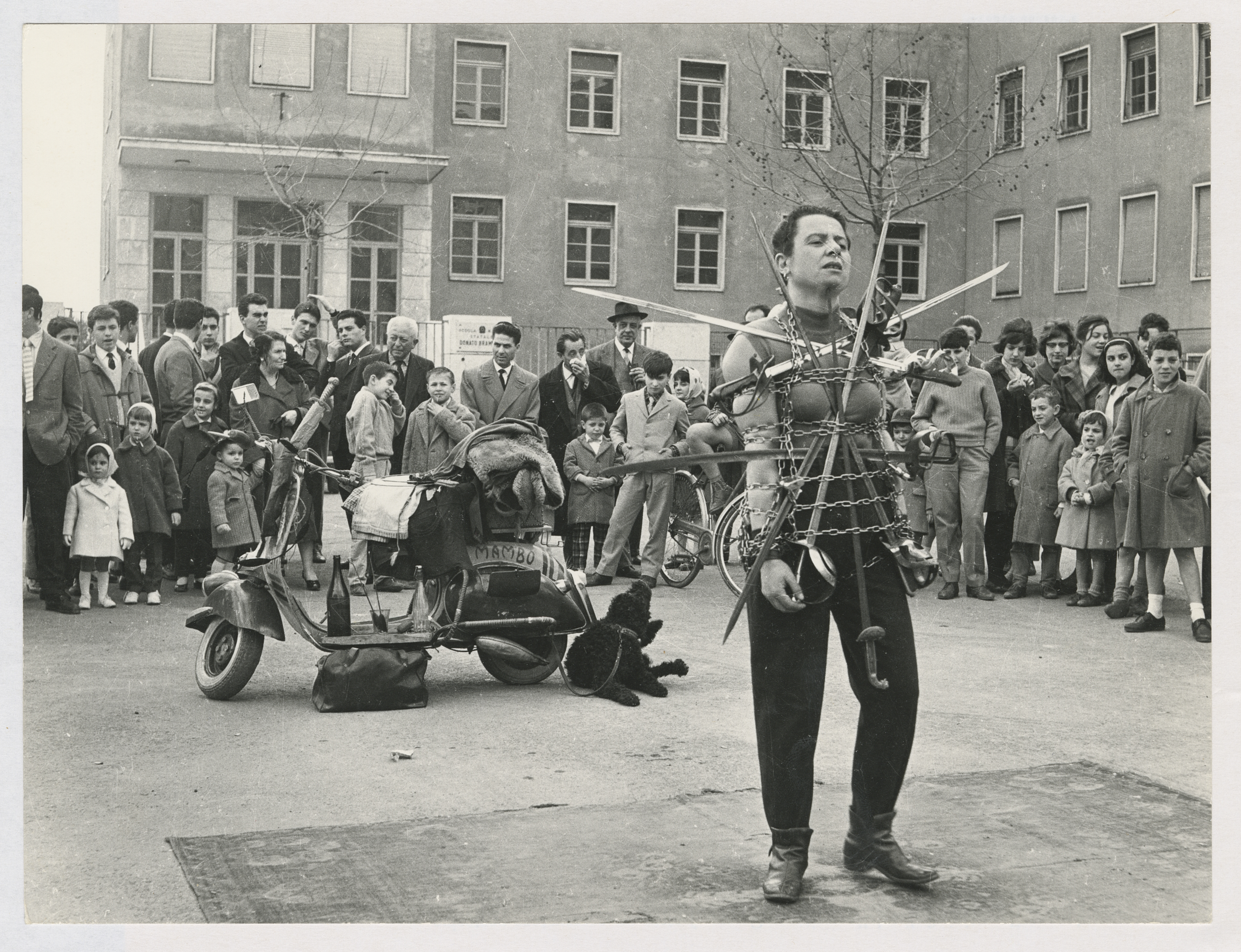
Spettacoli di piazza, 1957, foto storica scattata da Annabella Rossi

Nel 1960 viene assunta nel Museo Nazionale delle Arti e Tradizioni Popolari di Roma. Negli anni Sessanta, soprattutto nel Meridione, vengono effettuate da Rossi una serie di ricerche corredate di documentazione fotografica e sonora, che hanno per oggetto la religiosità popolare, aspetti delle ritualità e della cultura materiale. Da queste ricerche scaturiranno alcuni importanti volumi che costituiranno punti di riferimento per la conoscenza delle culture subalterne del Sudi, quali  ad esempio Le feste dei poveri (1969) e Lettere da una tarantata (1970, con nota linguistica di Tullio De Mauro). 
Nel 1964 viene pubblicato, in collaborazione con Simonetta Piccone Stella, il volume La fatica di leggere, avente per oggetto una ricerca sulla diffusione della lettura tra le classi popolari.
In questi stessi anni, partecipa all’attività del Centro Italiano di Antropologia Culturale e di Italia Nostra, collabora con le cattedre di Antropologia Culturale, e poi di Sociologia, dell’università di Roma ed entra in contatto con un gruppo di psichiatri guidato da Franco Basaglia; approfondisce così sempre più alla tematica dell’“esclusione” delle classi subalterne e delle patologie psichiatriche diffuse in ambito popolare, che aveva approcciato per la prima volta con De Martino in Salento, a contatto con le tarantate.
Nei primi anni Sessanta incontra il regista Michele Gandin con cui instaurerà un rapporto affettivo che durerà per tutta la via. Nello stesso periodo inizia una collaborazione tra il Museo Nazionale delle Arti e Tradizioni Popolari e la cattedra di Antropologia Culturale dell’Università di Salerno dove Rossi insegnerà fino all’insorgere della sua malattia. 
Nel 1971 pubblica sulla rivista aziendale della compagnia Esso un approfondimento sugli zampognari e sulle tradizioni natalizie delle classi meno agiate del sud Italia.
Durante gli anni di insegnamento Rossi ha effettuato, insieme a studenti e docenti dell'Università di Salerno, ed al personale del Museo, numerose ricerche in Campania, particolarmente sui rituali del carnevale, con documentazione sonora, fotografica e filmica. I risultati di questo complesso lavoro sono stati pubblicati in numerosi saggi, e nel volume di  Carnevale si chiamava Vincenzo (1977), scritto con la collaborazione di Roberto De Simone. Tra i suoi lavori è da annoverare la realizzazione, insieme a Gianfranco Mingozzi e Claudio Barbati, di un documentario di quattro ore per Rai Due, un viaggio nei luoghi e nelle tematiche demartiniane, dal titolo Profondo Sud: viaggio nei luoghi di Ernesto De Martino a vent'anni da Sud e magia.
Nel 1980 Rossi è colpita da una grave malattia e morirà il 4 marzo del 1984, lasciando in eredità non solo studi e appunti, ma anche una vastissima documentazione fotografica, sonora e filmica, dedicata alle culture agropastorali dell’Italia centromeridionale, conservato presso il Museo Nazionale delle Arti e Tradizioni Popolari, che dal 2016 è confluito nel Museo delle civiltà.
Fu tra le prime utilizzatrici della fotografia e della ripresa video nella ricerca antropologica
Svolgendo il suo lavoro di antropologa culturale presso il Museo Nazionale delle Arti e Tradizioni Popolari di Roma, curò mostre internazionali con il Ministero dei beni culturali e il Ministero degli esteri italiani.
Si occupò, inoltre, come consulente o autrice dei testi, della realizzazione di documentari con Luigi Di Gianni, con il compagno Michele Gandin, e con Gianfranco Mingozzi.
Diede voce alle donne e alla cultura minoritaria del meridione.
Postumo uscì il suo lavoro di ricerca sul tarantismo nel Cilento, in Campania.
Per iniziativa del suo allievo Paolo Apolito, dopo la sua morte le è stato dedicato il laboratorio di antropologia dell'Università di Salerno di cui è stato responsabile Stefano De Matteis. Vincenzo Esposito ne è stato nominato responsabile scientifico il 18 marzo 2018, per parere unanime del Consiglio del Dipartimento di scienze del patrimonio culturale-Unisa.

## Opere
- Annabella Rossi et al., Oreficeria popolare italiana, Roma, De Luca, 1963
- Annabella Rossi et al., Osservazioni sui canti d'argomento religioso non liturgici, Milano, Edizioni del Gallo, 1965
- Annabella Rossi, Le feste dei poveri, Bari, Laterza, 1969
- Annabella Rossi, Lettere da una tarantata, Bari, De Donato, 1970
- Annabella Rossi (con Lello Mazzacane)., Miseria e follia: il morso della tarantola, Milano, Editphoto, 1971
- Annabella Rossi (con Ferdinando Scianna), Il glorioso Alberto, Milano, Editphoto, 1971
- Annabella Rossi (con Luigi M. Lombardi Satriani), Calabria 1908-10: la ricerca etnografica di Raffaele Corso, Roma, De Luca, 1973
- Annabella Rossi (con Roberto De Simone), Carnevale si chiamava Vincenzo, Roma, De Luca, 1977
- Annabella Rossi (con Gianfranco Mingozzi e Claudio Barbati), Profondo Sud: viaggio nei luoghi di Ernesto De Martino a vent'anni da Sud e magia, Milano, Feltrinelli, 1978
- Annabella Rossi et al., Tempi dell'Italia antica, Milano, Touring club italiano, 1980
- Annabella Rossi, Pani e dolci devozionali - siciliani e calabresi, Roma, Quasar, 1984
- Annabella Rossi, E il mondo si fece giallo: il tarantismo in Campania, Vibo Valentia, Qualecultura, 1991